# 局部辨证
局部辨证是中医辨证组成部分之一。
中医辩证通常指的是整体辨证，是中医临床最具特色、重要的一环。辨证是通过诊法所获得的整体各种信息资料，运用脏腑、经络、病因、病机等基础理论进行综合分析，从而辨别病变位置与性质以及正邪情况，作出高度概括。辨证的内容包括定病位、述病机、阐明证候属性三个方面。只有在临床上要作到言之有理，理必有据，据证立法，方从法立，理法方药完整统一，才能取得预期的效果，中医辨证的作用显而易见；中医辨证具体又可分为五行辩证、八纲辨证、卫气营血辨证、脏腑辨证、三焦辨证、气血津液辨证等。
局部辨证是获取诊治局部各种信息资料进行辨证，有时比整体辨证，更直接、更明显、更具体、更细腻、可信度更高。